# 菊地あかね
菊地 あかね（きくち あかね、1988年4月4日 - ）は日本のデザイナー、クリエイティブディレクター、所作アーティスト。

東京都を拠点にするデザインスタジオ「KiQ（キク）」のFounder & CEO。「所作学」の第一人者。

## 人物
宮城県生まれ。18歳で仙台から単身ニューヨークへの大学留学中にデザインとストリートカルチャーについて学んだのち、帰国後は自国への探究として東京の花街で芸者修行を行う。
修行を通じて、和の振る舞いに感化される。芸者とデザイナーのパラレルワーカーとして活動したのちアートディレクターとして独立。
2016年のAkane Kikuchi Design設立を経て、2020年にデザインスタジオ「KiQ」を設立。
アート・文化・テクノロジーの調和をテーマに、コミュニケーションの位置付けを、誰もが思いつかない手法で進化させるようなモノ・コトの再変換を行い、マルチディシプリナリーな価値観をクリエイティブとともに提供している。
デザインのプロフェッショナルであることのみならず、未来の人間の立ち振る舞いやリーダーの振る舞い、所作のデザインの専門家、所作デザイナーとしても活動。アーティストや政治家、起業家の振る舞い・所作に対するパーソナルデザインガイドラインを提供している。「所作学」の第一人者。
未来へと受け継がれる日本文化や所作など、目に見えにくい価値を体験で見える化することを得意とし、国内外への情報発信をしている。
あらゆる日本文化には「暗黙知のコミュニケーション」の「所作」が眠っていると考え、所作学 Shosa-Logyとしてテクノロジーと融合させ、独自性の強いクリエイションに落とし込んでいる。
2020年、日本の女性アートディレクターとしてTEDスピーカーに選出。「言葉にできない体験」をテーマに日本美の価値観や、「所作」というコミュニケーションの再変換のカタチを世界に伝えた。
2022年、アンドロイド研究の第一人者である石黒浩からのオファーにより「所作」と「未来の人間」をテーマに共同プロジェクトを発表。これまで外観や構造以上に研究者が不在だった動作デザインの領域で、アンドロイドに対し所作のデザインを施し、アップデートを続けている。国内外の様々なメディアで取り上げられ話題に。
2022年開催のダボス会議では、国会議員のアンドロイドの所作をデザインし、未来のリーダーの振る舞いをクリエイティブで提言した。
2025年開催予定の　大阪・関西万博のアートディレクター・エクスペリエンスデザイナーに就任決定。所作の価値を世界に伝えるテクノロジーと文化をテーマとした作品を発表予定。

## 主な作品

### 2016年
- 江戸友禅を現代の街並みと色で表現したブランド「TOKYO COLOR」[5]

### 2017年
- ルミネ館内全体の空間演出とアートディレクション[6]
- Docomoとのコラボレーションで世界遺産沖ノ島を題材にした8K×VR映像「OKINOSHIMA VR」をディレクション。
- 松屋銀座 にて江戸友禅のネクタイブランド「TOKYO COLOR」を展示[7]。

### 2018年
- FRONTEO とのコラボレーションで歌舞伎のコンテンツを搭載したAI ロボット「KIBIRO KABUKI」発表。
- いけばなの所作をVR空間で体感できる日本発のVRエクスペリエンス「IKEBANA VR EXPERIENCE」をSXSWで発表。大阪万博誘致コンテンツに認定[8]。
- 慶應義塾大学医学部のポスター、CIVIなど新ビジュアルを担当。
- 理化学研究所とのコラボレーションで「SHINRA」をブランデイング。
- 江戸小紋の紋様を触感で表現するユニバーサルデザインとしてのプロダクト「FUREL」開発。
- シロカの商品リブランディング、企業全体のクリエイティブディレクション。

### 2019年
- 能作とのコラボレーションでのラグジュアリーラインとしてのブランド「TSURU」をデザイン[9]。
- セルリアンタワー東急ホテルの ブランドを表現するテキスタイル「BLUE」 をデザイン。
- 新潟県小千谷市の住職とのコラボで極楽浄土の哲学をAR技術で可視化、伝えることで「見える法話」として実現した「極楽浄土AR」を発表。
- ふじおか幼稚園のブランディング「FUJIOKA ʻS EMAKI」 をデザイン。
- ワインブランド「EXCECIEL」のブランディングを担当。

### 2020年
- 開志専門職大学のIoT・ロボティクス研究ができるfab施設「KAISHI LAB」のクリエイティブディレクションとサイン計画を担当。
- PARCO心斎橋にて意匠を取り入れた特別な1フロア「The City of Kasane」 をディレクション。
- TEDx 「Unspoken Experiences」出演 / 監督。

### 2021年
- 米国大手企業との共同で、量子をテーマにホログラムを用いたVIP向けデジタルエクスペリエンスを全世界に発表。

### 2022年
- 大手化粧品ECプラットフォーム「NOIN」UIUX設計およびリブランディング。
- 省庁の国民向けサービスのUIUX設計およびデザインガイドライン策定。
- アンドロイド研究者の石黒浩と「所作学 Shosa-Logy」「未来の人間の立ち振る舞い」をテーマに共同研究・デザインプロジェクトを発表。
- 東北最古の酒造である飛良泉とのコラボで、海外向け日本酒のラグジュアリーライン「nem」を発表 。
- ダボス会議公式にて所作を人間よりもアップデートした河野太郎のアンドロイドを石黒浩と発表。
- 理化学研究所/デジタル庁とのコラボレーションでアンドロイドアバターのUIUXおよび所作のデザインを発表。
- 大手ハウスーカーと生きる家としてのスマートホーム「所作の家」のブランディングを開始。
- アンドロイドと人間の所作に呼応する部屋「所作の部屋」のアートインスタレーションと共同実験を大阪大学と共同制作開始。ニューヨークやリンツで2023年に発表予定。
- 大手宝飾企業のエシカルジュエリーブランド、D2C事業をプロデュース。
- 大手メゾンの表参道フラッグメントショップの内装およびメタバース空間のブランディング。
- 代官山カフェバーのプライベートブランド「VALVE ALE」のブランディング。
- SDGsのあり方を海洋学とともに学べるバリのエデュケーショナルリゾートのブランディングを開始。
- 大阪大学研究の対話型ロボット「COMMUNE」の動作に対するデザインを開始。

### 2023年
- デジタル庁の河野太郎と「所作学 Shosa-Logy」をテーマに渋谷で実証実験を行う。
- 大手事業会社とともにメタバースでの建築のディレクション。UIUXデザインと所作学の知見で、人間の振る舞いとデジタル空間の関係性を再構築。
- スギ薬局のチーフクリエイティブディレクターに就任。
- 大手グローバル音楽レーベルのヴィジュアルクリエイティブのディレクターに就任。
- Shosa -Future Dialogue-をATR（京都）にて石黒浩氏や研究員と共同発表。

### 2024年
- 日系ラグジュアリーブランドの チーフクリエイティブディレクターに就任。
- 振る舞いをクリエイション視点で化学するラボを自社内に開設し、これまでの実績からR&Dとクリエイティブを繋いでいく取り組みを加速。
- 大阪・関西万博のシグネチャーパビリオン「いのちの未来」協働アーティストに就任。

## 受賞
- 2016年 The One Show
- 2017年 D&AD
- 2018年 「IKEBANA VR EXPERIENCE」Acer Windows Mixed Reality 最優秀賞   [10]
- 2020年 「開志専門職大学」空間ディレクション・サイン計画 Design for Asia merit award。[11]
- 2020年 「極楽浄土AR」文化庁メディア芸術祭　審査委員会推薦作品。[12]

## 出演
- 2016年2月24日　鎌倉FM
- 2017年11月25日　『デジタルハリウッドSTUDIO仙台』オープニングイベント「クリエイティブ×新しい働き方」[13]
- 2017年12月18日   マイナビbooks「早さだけじゃない、ものづくりの時間軸を体感　菊池さんにとっての“PLUS”」[14]
- 2018年10月21日　Creative X。[15]
- 2018年12月22日　JFN FUTURE LISTS　「ブラックカルチャーから芸者修行へ」[16]
- 2018年～2019年  wacai vol.01～vol.03
- 2019年 NHKおはよう日本
- 2020年2月8日   6th World OMOSIROI Award 審査員  [17]
- 2020年1月　TEDx 公式スピーカー
- 2020年9月19-27日 文化庁メディア芸術祭
- 2020年10月　Knowledge Times「まだ知らない新しい世界へ」[18]
- 2020年12月18日   ＋81 magazine
- 2021年3月29-30日　ASCENDANT JAPAN[19]
- 2021年 MUVEIL magazine
- 2021年2月23日  7th World OMOSIROI Award 審査員   [20]
- 2022年9月8日   ARS ELECTRONICA   [21]
- 2022年11月18-19日　AOYA 会議